# Pozemní hokej na Letních olympijských hrách 1960
Pozemní hokej na LOH 1960 v Římě zahrnoval pouze turnaj mužů. Všechny zápasy tohoto turnaje se odehrály ve dnech 26. srpna až 11. září 1960 na následujících třech stadionech: Stadio del Marmi (Mramorový stadion), Veledrom a Campo Tre Fontane.

## Program turnaje
Turnaje se zúčastnilo 16 mužstev, která byla rozdělena do 4 čtyřčlenných skupin, ve kterých se hrálo způsobem jeden zápas každý s každým a poté nejlepší 2 týmy z každé skupiny postoupily do čtvrtfinále. Týmy na 3. místech ve skupinách hrály o 9. až 12. místo a týmy na 4. místech ve skupinách hrály o 13. až 16. místo.

## Turnaj mužů
| Zlato   | Pákistán (PAK)  |
| Stříbro | Indie (IND)     |
| Bronz   | Španělsko (ESP) |

### Skupina A
- 27. srpna
- Indie – Dánsko 10:0
- Nový Zéland – Nizozemsko 1:1
- 30. srpna
- Indie – Nizozemsko 4:1
- 31. srpna
- Nový Zéland – Dánsko 4:1
- 2. září
- Indie – Nový Zéland 3:0
- 3. září
- Dánsko – Nizozemsko 2:4
- 4. září
- Dodatečný zápas o postup do čtvrtfinále z důvodu rovnosti počtu bodů
- Nový Zéland – Nizozemsko 2:1

| Poř. | Tým         | Z | V | R | P | VG | OG | B |
| ---- | ----------- | - | - | - | - | -- | -- | - |
| 1.   | Indie       | 3 | 3 | 0 | 0 | 17 | 1  | 6 |
| 2.   | Nový Zéland | 3 | 1 | 1 | 1 | 5  | 5  | 3 |
| 3.   | Nizozemsko  | 3 | 1 | 1 | 1 | 6  | 7  | 3 |
| 4.   | Dánsko      | 3 | 0 | 0 | 3 | 3  | 18 | 0 |

### Skupina B
- 26. srpna
- Pákistán – Austrálie 3:0
- Polsko – Japonsko 2:1
- 29. srpna
- Pákistán – Polsko 8:0
- 30. srpna
- Austrálie – Japonsko 8:1
- 1. září
- Pákistán – Japonsko 10:0
- Austrálie – Polsko 1:1
- 3. září
- Dodatečný zápas o postup do čtvrtfinále z důvodu rovnosti počtu bodů
- Austrálie – Polsko 2:0

| Poř. | Tým       | Z | V | R | P | VG | OG | B |
| ---- | --------- | - | - | - | - | -- | -- | - |
| 1.   | Pákistán  | 3 | 3 | 0 | 0 | 21 | 0  | 6 |
| 2.   | Austrálie | 3 | 1 | 1 | 1 | 9  | 5  | 3 |
| 3.   | Polsko    | 3 | 1 | 1 | 1 | 3  | 10 | 3 |
| 4.   | Japonsko  | 3 | 0 | 0 | 3 | 2  | 20 | 0 |

### Skupina C
- 29. srpna
- Keňa – Německo 1:0
- Francie – Itálie 2:0
- 31. srpna
- Německo – Francie 5:0
- 1. září
- Keňa – Itálie 7:0
- 3. září
- Německo – Itálie 5:0
- Keňa – Francie 0:0

| Poř. | Tým     | Z | V | R | P | VG | OG | B |
| ---- | ------- | - | - | - | - | -- | -- | - |
| 1.   | Keňa    | 3 | 2 | 1 | 0 | 8  | 0  | 5 |
| 2.   | Německo | 3 | 2 | 0 | 1 | 10 | 1  | 4 |
| 3.   | Francie | 3 | 1 | 0 | 2 | 2  | 5  | 3 |
| 4.   | Itálie  | 3 | 0 | 0 | 3 | 0  | 14 | 0 |

### Skupina D
- 26. srpna
- Španělsko – Velká Británie 0:0
- 27. srpna
- Belgie – Švýcarsko 4:2
- 30. srpna
- Belgie – Velká Británie 1:1
- 31. srpna
- Španělsko – Švýcarsko 5:1
- 2. září
- Velká Británie – Švýcarsko 3:0
- Španělsko – Belgie 3:1

| Poř. | Tým            | Z | V | R | P | VG | OG | B |
| ---- | -------------- | - | - | - | - | -- | -- | - |
| 1.   | Španělsko      | 3 | 2 | 1 | 0 | 8  | 2  | 5 |
| 2.   | Velká Británie | 3 | 1 | 2 | 0 | 4  | 1  | 4 |
| 3.   | Belgie         | 3 | 1 | 1 | 1 | 6  | 6  | 3 |
| 4.   | Švýcarsko      | 3 | 0 | 0 | 3 | 3  | 12 | 0 |

## Zápasy o umístění

### Skupina o 13. až 16. místo
- 6. září
- Itálie – Švýcarsko 1:1
- Japonsko – Dánsko 5:0 kontumačně
- 8. září
- Japonsko – Švýcarsko 5:1
- Itálie – Dánsko 5:0 kontumačně
- 10. září
- Itálie – Japonsko 2:1
- Švýcarsko – Dánsko 5:0 kontumačně

| Poř. | Tým       | Z | V | R | P | VG | OG | B |
| ---- | --------- | - | - | - | - | -- | -- | - |
| 13.  | Itálie    | 3 | 2 | 1 | 0 | 8  | 2  | 5 |
| 14.  | Japonsko  | 3 | 2 | 0 | 1 | 11 | 3  | 4 |
| 15.  | Švýcarsko | 3 | 1 | 1 | 1 | 7  | 6  | 3 |
| 16.  | Dánsko    | 3 | 0 | 0 | 3 | 0  | 15 | 0 |

Dánská výprava se rozhodla nezúčastnit se bojů o 13. až 16. místo a odcestovala z dějiště LOH.

### Skupina o 9. až 12. místo
- 6. září
- Francie – Belgie 1:0
- Nizozemsko – Polsko 5:0 kontumačně
- 8. září
- Nizozemsko – Francie 2:0
- Belgie – Polsko 5:0 kontumačně
- 10. září
- Nizozemsko – Belgie 2:1
- Francie – Polsko 5:0 kontumačně

| Poř. | Tým        | Z | V | R | P | VG | OG | B |
| ---- | ---------- | - | - | - | - | -- | -- | - |
| 9.   | Nizozemsko | 3 | 3 | 0 | 0 | 9  | 1  | 6 |
| 10.  | Francie    | 3 | 2 | 0 | 1 | 6  | 2  | 4 |
| 11.  | Belgie     | 3 | 1 | 0 | 2 | 6  | 3  | 2 |
| 12.  | Polsko     | 3 | 0 | 0 | 3 | 0  | 15 | 0 |

Polská výprava se rozhodla nezúčastnit se bojů o 9. až 12. místo a odcestovala z dějiště LOH.

### Čtvrtfinále
- 5. září
- Indie – Austrálie 1:0
- Velká Británie – Keňa 2:1
- Pákistán – Německo 2:1
- Španělsko – Nový Zéland 1:0

### Zápasy o 5. až 8. místo
- 8. září
- Nový Zéland – Německo 1:0
- Austrálie – Keňa 1:1 nedohráno pro tmu

Zápas mezi Austrálií a Keňou skončil nerozhodně i po prodloužení a poté bylo utkání ukončeno pro tmu a jury se rozhodla vítěze utkání určit losem, který vyhrála Austrálie, ale keňská výprava podala protest a jury se rozhodla utkání nechat opakovat.
- 10. září
- Austrálie – Keňa 2:1

### Zápas o 7. místo
- Vzhledem k nepředvídatelným okolnostem se tento zápas neuskutečnil a jury oběma týmům přidělila dělené 7. místo.

### Zápas o 5. místo
- 9. září – neplatný zápas
- Nový Zéland – Austrálie 1:2

Tento zápas se odehrál ještě před rozhodnutím jury nechat opakovat zápas o 5. až 8. místo mezi Austrálií a Keňou a tak jeho výsledek nebyl uznán za platný.
- 11. září – oficiální zápas
- Nový Zéland – Austrálie 1:0

### Semifinále
- 7. září
- Pákistán – Španělsko 1:0
- Indie – Velká Británie 1:0

### Zápas o 3. místo
- Španělsko – Velká Británie 2:1

### Finále
- Pákistán – Indie 1:0

## Medailisté
| Zlato | Stříbro | Bronz |
| --- | --- | --- |
| Pákistán | Indie | Španělsko |
| Mushtaq Ahmed Bashir Ahmed Noor Alam Khurshid Aslam Manzoor Hussain Atif Ahmed Naseer Bunda Abdul Hamid Abdul Waheed Khan Anwar Ahmed Khan Moti Ullah Khan Habib Ali Kiddie Abdul Rashid Ghulam Rasool | Shankar Laxman Prithipal Singh Sharma Jaman Lal Udham Singh Leslie Walter Claudius Joseph Antic Mohinder Lal Joginder Singh John V. Peter Jaswant Singh Charanjit Singh Raghbir Singh Bhola Govind Savant | Pedro Amat Fontanals Francisco Caballer Soteras José Colomer Rivas Juan Angel Cazado de Castro Carlos Del Coso Iglesias Eduardo Dualde Santos de Lamadrid José Antonio Dinares Massagué Joaquin Dualde Santos de Lamadrid Rafael Egusquiza Basterra Pedro Murúa Leguizamom Ignacio Macaya Santos de Lamadrid Luis Maria Usoz Quintana Pedro Roig Junyent Narciso Ventalló Surralles |